# Censo de los Estados Unidos de 1860
El censo de Estados Unidos de 1860 fue el octavo censo realizado en Estados Unidos. Se llevó a cabo el 1 de junio de 1860 y dio como resultado una población de 31 443 321 habitantes, de los cuales 3 953 762 eran esclavos.

## Realización
El trabajo de realizar el censo fue asignado por el Congreso de los Estados Unidos al Cuerpo de Alguaciles de Estados Unidos. De todas las personas libre se tenía que obtener la siguiente información:
- Nombre
- Edad
- Sexo
- Raza (blanco, negro o mulato)
- Profesión u ocupación en caso de ser un varón de más de 15 años
- Valor de sus bienes inmuebles
- Valor de sus bienes muebles
- Lugar de nacimiento (estado, territorio o país en caso de ser extranjero)
- Informar si se había casado en el último año
- Informar si había asistido a la escuela en el último año
- Informar si tenía más de 20 años y era analfabeta
- Informar si la persona era sorda, muda, ciega, idiota, loca, pobre o presidiaria

De los esclavos se debía obtener la siguiente información a través de sus dueños:
- Nombre del dueño del esclavo
- Número de esclavos
- Edad, sexo y raza de cada esclavo
- Informar si el esclavo estaba prófugo
- Número de esclavos que se han emancipado
- Informar si eran sordos, mudos, ciegos, locos o idiotas
- Número de viviendas para los esclavos

En este censo la población de la ciudad de Filadelfia aumenta de forma considerable debido a la Ley de consolidación de 1854, que unificó a la ciudad con el resto de poblaciones de su condado, entre ellas Nortern Liberties, Kensington, Southwark y Spring Garden, que también hacían parte de las ciudades más pobladas de Estados Unidos por cuenta propia.

## Resultados
| Posición | Estado                     | Población total | Población libre | Población esclava | Porcentaje de esclavos |
| -------- | -------------------------- | --------------- | --------------- | ----------------- | ---------------------- |
| 1        | Nueva York                 | 3 880 735       | 3 880 735       | 0                 | 0%                     |
| 2        | Pensilvania                | 2 906 215       | 2 906 215       | 0                 | 0%                     |
| 3        | Ohio                       | 2 339 511       | 2 339 511       | 0                 | 0%                     |
| 4        | Illinois                   | 1 711 951       | 1 711 951       | 0                 | 0%                     |
| 5        | Virginia                   | 1 596 318       | 1 105 453       | 490 865           | 30.7%                  |
| 6        | Indiana                    | 1 350 428       | 1 350 428       | 0                 | 0%                     |
| 7        | Massachusetts              | 1 231 066       | 1 231 066       | 0                 | 0%                     |
| 8        | Misuri                     | 1 182 012       | 1 067 081       | 114 931           | 9.7%                   |
| 9        | Kentucky                   | 1 155 684       | 930 201         | 225 483           | 19.5%                  |
| 10       | Tennessee                  | 1 109 801       | 834 082         | 275 719           | 24.8%                  |
| 11       | Georgia                    | 1 057 286       | 595 088         | 462 198           | 43.7%                  |
| 12       | Carolina del Norte         | 992 622         | 661 563         | 331 059           | 33.4%                  |
| 13       | Alabama                    | 964 201         | 529 121         | 435 080           | 45.1%                  |
| 14       | Misisipi                   | 791 305         | 354 674         | 436 631           | 55.2%                  |
| 15       | Wisconsin                  | 775 881         | 775 881         | 0                 | 0%                     |
| 16       | Míchigan                   | 749 113         | 749 113         | 0                 | 0%                     |
| 17       | Luisiana                   | 708 002         | 376 276         | 331 726           | 46.9%                  |
| 18       | Carolina del Sur           | 703 708         | 301 302         | 402 406           | 57.2%                  |
| 19       | Maryland                   | 687 049         | 599 860         | 87 189            | 12.7%                  |
| 20       | Iowa                       | 674 913         | 674 913         | 0                 | 0%                     |
| 21       | Nueva Jersey               | 672 035         | 672 017         | 18                | 0.01%                  |
| 22       | Maine                      | 628 279         | 628 279         | 0                 | 0%                     |
| 23       | Texas                      | 604 215         | 421 649         | 182 566           | 30.2%                  |
| 24       | Connecticut                | 460 147         | 460 147         | 0                 | 0%                     |
| 25       | Arkansas                   | 435 450         | 324 335         | 111 115           | 25.5%                  |
| 26       | California                 | 379 994         | 379 994         | 0                 | 0%                     |
| 27       | Nuevo Hampshire            | 326 073         | 326 073         | 0                 | 0%                     |
| 28       | Vermont                    | 315 098         | 315 098         | 0                 | 0%                     |
| 29       | Rhode Island               | 174 620         | 174 620         | 0                 | 0%                     |
| 30       | Minnesota                  | 172 023         | 172 023         | 0                 | 0%                     |
| 31       | Florida                    | 140 424         | 78 679          | 61 745            | 44.0%                  |
| 32       | Delaware                   | 112 216         | 110 418         | 1 798             | 1.6%                   |
| 33       | Territorio de Kansas       | 107 206         | 107 204         | 2                 | 0.01%                  |
| 34       | Territorio de Nuevo México | 93 514          | 93 514          | 0                 | 0%                     |
| 35       | Distrito de Columbia       | 75 080          | 71 985          | 3 185             | 4.4%                   |
| 36       | Oregón                     | 52 465          | 52 465          | 0                 | 0%                     |
| 37       | Territorio de Utah         | 40 273          | 40 184          | 89                | 0.01%                  |
| 38       | Territorio de Colorado     | 34 277          | 34 277          | 0                 | 0%                     |
| 39       | Territorio de Nebraska     | 28 841          | 28 826          | 15                | 0.01%                  |
| 40       | Territorio de Washington   | 11 594          | 11 594          | 0                 | 0%                     |
| 41       | Territorio de Nevada       | 6 848           | 6 857           | 0                 | 0%                     |
| 42       | Territorio de Dakota       | 4 837           | 4 837           | 0                 | 0%                     |
| Total    | Total                      | 31 443 321      | 27 489 559      | 3 953 762         | 12.5%                  |

## Ciudades más pobladas
| Posición | Ciudad        | Estado               | Población |
| -------- | ------------- | -------------------- | --------- |
| 1        | Nueva York    | Nueva York           | 813 669   |
| 2        | Filadelfia    | Pensilvania          | 565 529   |
| 3        | Brooklyn      | Nueva York           | 266 661   |
| 4        | Baltimore     | Maryland             | 212 418   |
| 5        | Boston        | Massachusetts        | 177 840   |
| 6        | Nueva Orleans | Luisiana             | 168 675   |
| 7        | Cincinnati    | Ohio                 | 161 044   |
| 8        | San Luis      | Misuri               | 160 773   |
| 9        | Chicago       | Illinois             | 112 172   |
| 10       | Búfalo        | Nueva York           | 81 129    |
| 11       | Newark        | Nueva Jersey         | 71 941    |
| 12       | Louisville    | Kentucky             | 68 033    |
| 13       | Albany        | Nueva York           | 62 367    |
| 14       | Washington    | Distrito de Columbia | 61 122    |
| 15       | San Francisco | California           | 56 802    |
| 16       | Providence    | Rhode Island         | 50 666    |
| 17       | Pittsburgh    | Pensilvania          | 49 221    |
| 18       | Rochester     | Nueva York           | 48 204    |
| 19       | Detroit       | Míchigan             | 45 619    |
| 20       | Milwaukee     | Wisconsin            | 45 246    |